# OHL Executive of the Year
Az OHL Executive of the Year egy díj, melyet az Ontario Hockey League-ben szereplő csapatok igazgatói és vezetői között osztanak ki.

## A díjazottak
- 2013–2014 nem került kiosztára
- 2012–2013 Mike Vellucci, Plymouth Whalers
- 2011-2012 Steve Bienkowski, Kitchener Rangers
- 2010–2011 Dale DeGray, Owen Sound Attack
- 2009–2010 Rick Gaetz, Guelph Storm
- 2008–2009 Warren Rychel, Windsor Spitfires
- 2007–2008 Denise Burke, Niagara IceDogs
- 2006–2007 Craig Goslin, Saginaw Spirit
- 2005–2006 Craig Goslin, Saginaw Spirit
- 2004–2005 Mike Futa, Owen Sound Attack
- 2003–2004 Mark Hunter, London Knights
- 2002–2003 Steve Bienkowski, Kitchener Rangers
- 2001–2002 Sherwood Bassin, Erie Otters
- 2000–2001 Nem volt díjazott
- 1999–2000 Robert Ciccarelli, Sarnia Sting
- 1998–1999 Jeff Hunt, Ottawa 67's
- 1997–1998 Paul McIntosh, London Knights
- 1996–1997 Ed Rowe, Peterborough Petes
- 1995–1996 Bert Templeton, Barrie Colts
- 1994–1995 Mike Kelly, Guelph Storm
- 1993–1994 Jim Rutherford, Detroit Junior Red Wings
- 1992–1993 Jim Rutherford, Detroit Junior Red Wings
- 1991–1992 Bert Templeton, North Bay Centennials
- 1990–1991 Sherwood Bassin, Sault Ste. Marie Greyhounds
- 1989–1990 Sam McMaster, Sudbury Wolves